# Liste des lignes de bus de Vannes
Pour un article plus général, voir Transports en commun de Vannes.
Le réseau de transports en commun Kicéo dessert l'ensemble des 34 communes de Golfe du Morbihan - Vannes Agglomération grâce à :
- 19 lignes urbaines dont :
  - 12 lignes circulant du lundi au samedi toute l'année (sauf jours fériés),
  - La ligne  L desserte des villages et quartiers de Séné,
  - Les lignes dominicales  D1 D2 D3 D4 DSOIR,
  - Le service de soirées  TRM Ouest TRM Est,
  - Les renforts scolaires aux lignes  1 4 5 6a 6b 7,
- 13 lignes périurbaines dont 5 sont à la charge du réseau périurbain BreizhGo avec une tarification Kicéo dans le territoire de l'agglomération.
- Les services de Transport à la demande Créacéo et Matinéo.
- Le service de transport aux personnes à mobilité réduite Mobicéo.

L'ensemble du réseau est à la charge de Trandev GMVA Mobilités (faisant partie de Transdev).

## Réseau urbain
Le réseau urbain dessert Vannes et les communes de la première couronne. Toutes les lignes urbaines transitent par le pôle d'échanges situé place de la République. Placé entre l'hôtel de Ville et le port, ce pôle central est localisé entre la poste centrale de Vannes (à l'ouest) et le kiosque infobus de Kicéo (à l'est).

### Lignes essentielles

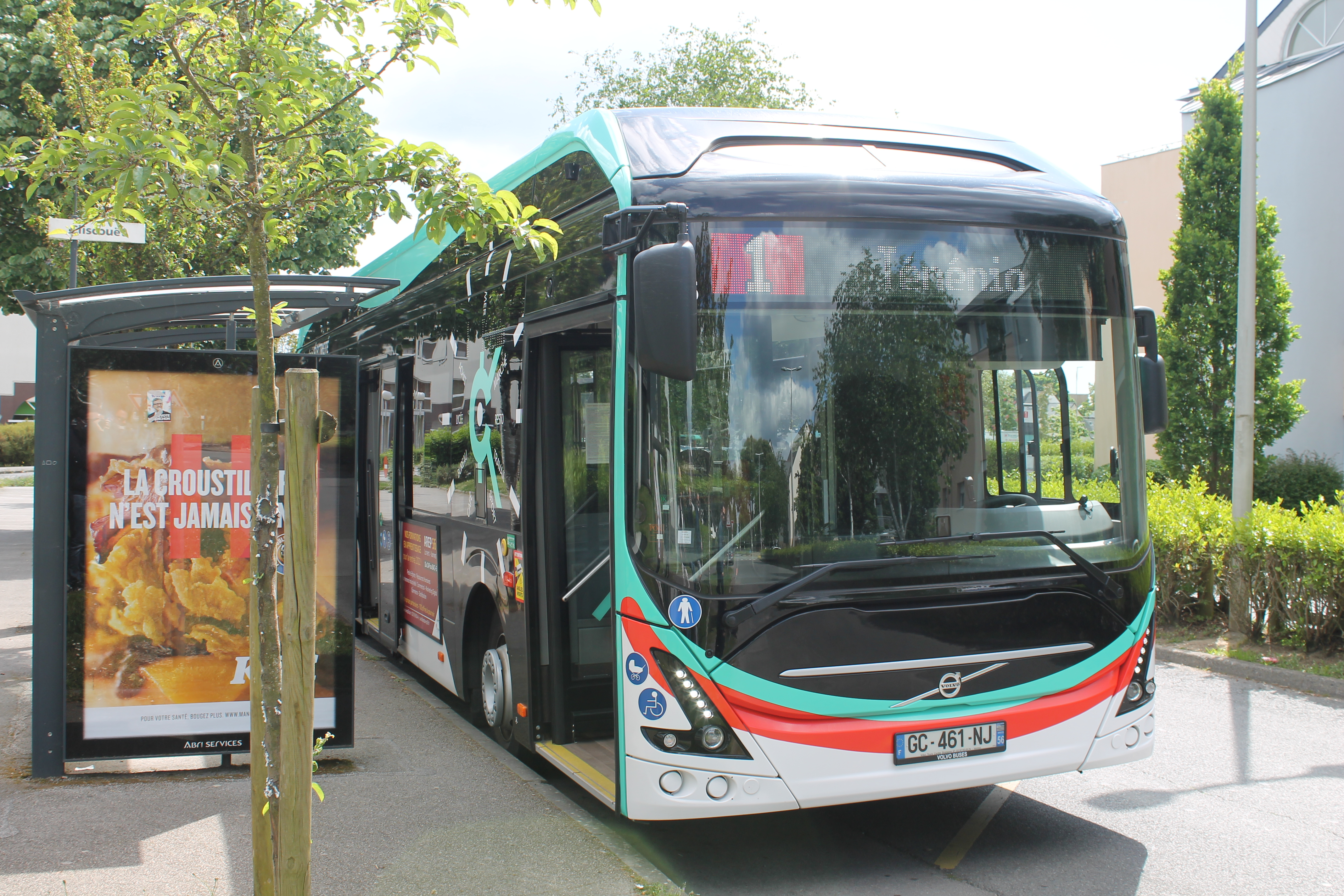
Ligne
Ligne

Les lignes « essentielles »  1 et  2 sont les axes forts du réseau. Ces deux lignes, Est-Ouest et Nord-Sud, permettent de desservir une grande partie de la population de Vannes. Ces lignes sont opérées de 6h30 à 20h du lundi au samedi et desservent les principaux générateurs de trafic de Vannes, comme le centre-ville de Vannes.
| Ligne | Caractéristiques | Caractéristiques                      | Caractéristiques                      | Caractéristiques                      | Caractéristiques                                          | Caractéristiques                           | Caractéristiques                         | Caractéristiques                      | Caractéristiques                      |
| 1     | Clinique Océane ⥋ Cliscouët / Cassard | Clinique Océane ⥋ Cliscouët / Cassard | Clinique Océane ⥋ Cliscouët / Cassard | Clinique Océane ⥋ Cliscouët / Cassard | Clinique Océane ⥋ Cliscouët / Cassard                     | Clinique Océane ⥋ Cliscouët / Cassard      | Clinique Océane ⥋ Cliscouët / Cassard    | Clinique Océane ⥋ Cliscouët / Cassard | Clinique Océane ⥋ Cliscouët / Cassard |
| ----- | --- | ------------------------------------- | ------------------------------------- | ------------------------------------- | --------------------------------------------------------- | ------------------------------------------ | ---------------------------------------- | ------------------------------------- | ------------------------------------- |
| 1     | Ouverture / Fermeture 3 septembre 2012 / — | Longueur —                            | Durée 45 min                          | Nb. d’arrêts 37                       | Matériel Crealis Neo 12 Citelis 12 Urbanway 12 Volvo 7900 | Jours de fonctionnement L, Ma, Me, J, V, S | Jour / Soir / Nuit / Fêtes O / N / N / N | Voy. / an —                           | Exploitant Transdev GMVA Mobilités    |
| 1     | Desserte : - Intervalle pointe/creuse/samedi/été : 10 min / 10 min / 10 min / 10 min - Communes : Vannes - Principaux arrêts desservis : Clinique Océane • Kerniol • Pont SNCF • Le Brix • République • Le Port • IUT • Cliscoüet • Cassard                   |                                       |                                       |                                       |                                                           |                                            |                                          |                                       |                                       |
| 1     | Autre : - Dernier passage à République à 20 h 20. - Un bus toutes les 10 minutes entre Clinique Océane et Cliscouët et un bus toutes les 20 minutes entre Cliscouët et Cassard. - Se transforme en ligne D1 le dimanche avec un trajet globalement similaire. |                                       |                                       |                                       |                                                           |                                            |                                          |                                       |                                       |
| 1     | Dernière actualisation : — |                                       |                                       |                                       |                                                           |                                            |                                          |                                       |                                       |
| 2     | Kersec ⥋ P+R Ouest | Kersec ⥋ P+R Ouest                    | Kersec ⥋ P+R Ouest                    | Kersec ⥋ P+R Ouest                    | Kersec ⥋ P+R Ouest                                        | Kersec ⥋ P+R Ouest                         | Kersec ⥋ P+R Ouest                       | Kersec ⥋ P+R Ouest                    | Kersec ⥋ P+R Ouest                    |
| 2     | Ouverture / Fermeture 3 septembre 2012 / — | Longueur —                            | Durée 30 min                          | Nb. d’arrêts 26                       | Matériel Crealis Neo 12 Citelis 12 Urbanway 12 Volvo 7900 | Jours de fonctionnement L, Ma, Me, J, V, S | Jour / Soir / Nuit / Fêtes O / N / N / N | Voy. / an —                           | Exploitant Transdev GMVA Mobilités    |
| 2     | Desserte : - Intervalle pointe/creuse/samedi/été : 10 min / 10 min / 10 min / 15 min - Communes : Vannes - Principaux arrêts desservis : P+R Ouest • Fourchêne • Madeleine • Libération • République • Le Port • PIBS 2 • Petit Tohannic • Kersec             |                                       |                                       |                                       |                                                           |                                            |                                          |                                       |                                       |
| 2     | Autre : - Dernier passage à République à 20 h 20. - Se transforme en ligne D2 le dimanche avec un trajet globalement similaire. |                                       |                                       |                                       |                                                           |                                            |                                          |                                       |                                       |
| 2     | Dernière actualisation : — |                                       |                                       |                                       |                                                           |                                            |                                          |                                       |                                       |

- Ligne 1
- Ligne 2

### Lignes principales
| Ligne | Caractéristiques | Caractéristiques                                  | Caractéristiques                                  | Caractéristiques                                  | Caractéristiques                                          | Caractéristiques                                  | Caractéristiques                                  | Caractéristiques                                  | Caractéristiques                                  |
| 3     | Kersec ⥋ Conleau / Square Morbihan | Kersec ⥋ Conleau / Square Morbihan                | Kersec ⥋ Conleau / Square Morbihan                | Kersec ⥋ Conleau / Square Morbihan                | Kersec ⥋ Conleau / Square Morbihan                        | Kersec ⥋ Conleau / Square Morbihan                | Kersec ⥋ Conleau / Square Morbihan                | Kersec ⥋ Conleau / Square Morbihan                | Kersec ⥋ Conleau / Square Morbihan                |
| ----- | --- | ------------------------------------------------- | ------------------------------------------------- | ------------------------------------------------- | --------------------------------------------------------- | ------------------------------------------------- | ------------------------------------------------- | ------------------------------------------------- | ------------------------------------------------- |
| 3     | Ouverture / Fermeture 3 septembre 2012 / — | Longueur —                                        | Durée 37 min                                      | Nb. d’arrêts 35                                   | Matériel Citelis 12 Urbanway 12 Volvo 7900                | Jours de fonctionnement L, Ma, Me, J, V, S        | Jour / Soir / Nuit / Fêtes O / N / N / N          | Voy. / an —                                       | Exploitant Transdev GMVA Mobilités                |
| 3     | Desserte : - Intervalle pointe/creuse/samedi/été : 20 min / 20 min / 30 min / 30 min - Communes : Vannes et Séné - Principaux arrêts desservis : Conleau • Sq.Morbihan • Radieuse • Guyot-Jomard • République • Le Brix • Hugo • Poulfanc • Le Prat • Kersec |                                                   |                                                   |                                                   |                                                           |                                                   |                                                   |                                                   |                                                   |
| 3     | Autre : - Dernier passage à République à 19 h 20. - Un bus toutes les 20 minutes entre Kersec et Sq Morbihan et un bus toutes les 40 minutes entre Sq Morbihan et Conleau. Le samedi un bus toutes les 30 minutes entre Kersec et Conleau et le dimanche un bus toutes les 30 minutes entre Clinique Océane et Conleau avec la ligne D1. - Desserte de la ZI du Prat vers Kersec le matin, vers Conleau l'après midi, sauf le samedi. - Desserte du Parc du Golfe l'été. |                                                   |                                                   |                                                   |                                                           |                                                   |                                                   |                                                   |                                                   |
| 3     | Dernière actualisation : — |                                                   |                                                   |                                                   |                                                           |                                                   |                                                   |                                                   |                                                   |
| 4     | Meucon / Saint-Avé — Paré ⥋ Arradon — Médiathèque | Meucon / Saint-Avé — Paré ⥋ Arradon — Médiathèque | Meucon / Saint-Avé — Paré ⥋ Arradon — Médiathèque | Meucon / Saint-Avé — Paré ⥋ Arradon — Médiathèque | Meucon / Saint-Avé — Paré ⥋ Arradon — Médiathèque         | Meucon / Saint-Avé — Paré ⥋ Arradon — Médiathèque | Meucon / Saint-Avé — Paré ⥋ Arradon — Médiathèque | Meucon / Saint-Avé — Paré ⥋ Arradon — Médiathèque | Meucon / Saint-Avé — Paré ⥋ Arradon — Médiathèque |
| 4     | Ouverture / Fermeture 3 septembre 2012 / — | Longueur —                                        | Durée 40 min                                      | Nb. d’arrêts 37                                   | Matériel Urbanway 12 Citelis 12                           | Jours de fonctionnement L, Ma, Me, J, V, S        | Jour / Soir / Nuit / Fêtes O / N / N / N          | Voy. / an —                                       | Exploitant Transdev GMVA Mobilités                |
| 4     | Desserte : - Intervalle pointe/creuse/samedi/été : 20 min / 20 min / 30 min / 30 min - Communes : Meucon, Saint-Avé, Vannes et Arradon - Principaux arrêts desservis : Arradon-Médiathèque • Petit Molac • République • Le Brix • Pont SNCF • Gare SNCF Nord • Toulbao • Paré • Meucon Centre |                                                   |                                                   |                                                   |                                                           |                                                   |                                                   |                                                   |                                                   |
| 4     | Autre : - Correspondance à République à 19 h 20. - Desserte toutes les 20 minutes de Meucon en heures de pointe. Toutes les 60 minutes en heures creuses et le samedi. |                                                   |                                                   |                                                   |                                                           |                                                   |                                                   |                                                   |                                                   |
| 4     | Dernière actualisation : — |                                                   |                                                   |                                                   |                                                           |                                                   |                                                   |                                                   |                                                   |
| 5     | Parissot ⥋ Quais de Séné | Parissot ⥋ Quais de Séné                          | Parissot ⥋ Quais de Séné                          | Parissot ⥋ Quais de Séné                          | Parissot ⥋ Quais de Séné                                  | Parissot ⥋ Quais de Séné                          | Parissot ⥋ Quais de Séné                          | Parissot ⥋ Quais de Séné                          | Parissot ⥋ Quais de Séné                          |
| 5     | Ouverture / Fermeture 3 septembre 2012 / — | Longueur —                                        | Durée 40 min                                      | Nb. d’arrêts 42                                   | Matériel Urbanway 12 Citelis 12                           | Jours de fonctionnement L, Ma, Me, J, V, S        | Jour / Soir / Nuit / Fêtes O / N / N / N          | Voy. / an —                                       | Exploitant Transdev GMVA Mobilités                |
| 5     | Desserte : - Intervalle (hors samedi) pointe/creuse/été : 20 min / 20 min / 30 min - Intervalle samedi matin/après-midi : 30 min / 20 min - Communes : Vannes et Séné - Principaux arrêts desservis : Parissot • Pont SNCF • Le Brix • République • Le Port • Garenne • Petit Tohannic • Quai de Séné |                                                   |                                                   |                                                   |                                                           |                                                   |                                                   |                                                   |                                                   |
| 5     | Autre : - Correspondance à République à 19 h 20. - Desserte des Coteaux de Luscanen à certaines heures. |                                                   |                                                   |                                                   |                                                           |                                                   |                                                   |                                                   |                                                   |
| 5     | Dernière actualisation : — |                                                   |                                                   |                                                   |                                                           |                                                   |                                                   |                                                   |                                                   |
| 6a    | (Circulaire) P+R Ouest ⥋ via le tour de la ville | (Circulaire) P+R Ouest ⥋ via le tour de la ville  | (Circulaire) P+R Ouest ⥋ via le tour de la ville  | (Circulaire) P+R Ouest ⥋ via le tour de la ville  | (Circulaire) P+R Ouest ⥋ via le tour de la ville          | (Circulaire) P+R Ouest ⥋ via le tour de la ville  | (Circulaire) P+R Ouest ⥋ via le tour de la ville  | (Circulaire) P+R Ouest ⥋ via le tour de la ville  | (Circulaire) P+R Ouest ⥋ via le tour de la ville  |
| 6a    | Ouverture / Fermeture 3 septembre 2012 / — | Longueur —                                        | Durée 60 min                                      | Nb. d’arrêts 42                                   | Matériel Citelis 12 Crealis Neo 12 Urbanway 12 Volvo 7900 | Jours de fonctionnement L, Ma, Me, J, V, S        | Jour / Soir / Nuit / Fêtes O / N / N / N          | Voy. / an —                                       | Exploitant Transdev GMVA Mobilités                |
| 6a    | Desserte : - Intervalle pointe/creuse/samedi/été : 20 min / 20 min / 30 min / 30 min - Communes : Vannes - Principaux arrêts desservis : Fourchênes • Radieuse • République • Le Brix • Hugo • Pont SNCF • Gare SNCF Sud • Hôpital Chubert • Kersec • Petit Tohannic • PIBS 2 • IUT |                                                   |                                                   |                                                   |                                                           |                                                   |                                                   |                                                   |                                                   |
| 6a    | Autre : - Dernier passage à République à 20 h 04. |                                                   |                                                   |                                                   |                                                           |                                                   |                                                   |                                                   |                                                   |
| 6a    | Dernière actualisation : — |                                                   |                                                   |                                                   |                                                           |                                                   |                                                   |                                                   |                                                   |
| 6b    | (Circulaire) P+R Ouest ⥋ via le tour de la ville | (Circulaire) P+R Ouest ⥋ via le tour de la ville  | (Circulaire) P+R Ouest ⥋ via le tour de la ville  | (Circulaire) P+R Ouest ⥋ via le tour de la ville  | (Circulaire) P+R Ouest ⥋ via le tour de la ville          | (Circulaire) P+R Ouest ⥋ via le tour de la ville  | (Circulaire) P+R Ouest ⥋ via le tour de la ville  | (Circulaire) P+R Ouest ⥋ via le tour de la ville  | (Circulaire) P+R Ouest ⥋ via le tour de la ville  |
| 6b    | Ouverture / Fermeture 3 septembre 2012 / — | Longueur —                                        | Durée 60 min                                      | Nb. d’arrêts 42                                   | Matériel Citelis 12 Crealis Neo 12 Urbanway 12 Volvo 7900 | Jours de fonctionnement L, Ma, Me, J, V, S        | Jour / Soir / Nuit / Fêtes O / N / N / N          | Voy. / an —                                       | Exploitant Transdev GMVA Mobilités                |
| 6b    | Desserte : - Intervalle matin/après-midi/samedi/été : 20 min / 15 min / 30 min / 30 min - Communes : Vannes - Principaux arrêts desservis : IUT • PIBS 2 • Petit Tohannic • Kersec • Hôpital Chubert • Gare SNCF Sud • Pont SNCF • Hugo • Le Brix • République • Radieuse • Fourchênes |                                                   |                                                   |                                                   |                                                           |                                                   |                                                   |                                                   |                                                   |
| 6b    | Autre : - Dernier passage à République à 19 h 18. |                                                   |                                                   |                                                   |                                                           |                                                   |                                                   |                                                   |                                                   |
| 6b    | Dernière actualisation : — |                                                   |                                                   |                                                   |                                                           |                                                   |                                                   |                                                   |                                                   |
| 7     | Bellevue / Séné - Ajoncs ⥋ Saint-Avé — Le Poteau | Bellevue / Séné - Ajoncs ⥋ Saint-Avé — Le Poteau  | Bellevue / Séné - Ajoncs ⥋ Saint-Avé — Le Poteau  | Bellevue / Séné - Ajoncs ⥋ Saint-Avé — Le Poteau  | Bellevue / Séné - Ajoncs ⥋ Saint-Avé — Le Poteau          | Bellevue / Séné - Ajoncs ⥋ Saint-Avé — Le Poteau  | Bellevue / Séné - Ajoncs ⥋ Saint-Avé — Le Poteau  | Bellevue / Séné - Ajoncs ⥋ Saint-Avé — Le Poteau  | Bellevue / Séné - Ajoncs ⥋ Saint-Avé — Le Poteau  |
| 7     | Ouverture / Fermeture 3 septembre 2012 / — | Longueur —                                        | Durée 50 min                                      | Nb. d’arrêts 30                                   | Matériel Citelis 12 Urbanway 12 Agora S                   | Jours de fonctionnement L, Ma, Me, J, V, S        | Jour / Soir / Nuit / Fêtes O / N / N / N          | Voy. / an —                                       | Exploitant Transdev GMVA Mobilités                |
| 7     | Desserte : - Intervalle pointe/creuse/samedi/été : 15 min / 20 min / 30 min / 30 min - Commune : Saint-Avé, Vannes et Séné - Principaux arrêts desservis : Bellevue • Séné-Ajoncs • PIBS 2 • Parc du Golfe • Le Port • République • Le Brix • Pont SNCF • Gare SNCF Sud • Hôpital • Toulbao • St-Avé Ajoncs |                                                   |                                                   |                                                   |                                                           |                                                   |                                                   |                                                   |                                                   |
| 7     | Autre : - Dernier passage à République à 19 h 20. - Desserte de Bellevue à certains services. Desserte assurée par le transport à la demande Créacéo le reste du temps. - Le samedi matin, il existe des partiels Parc du Golfe - Gare SNCF Sud, apportant une fréquence de 15 minutes sur la ligne 7 entre ces deux arrêts. - Le dimanche la ligne 7 devient la ligne D3.                                                                                               |                                                   |                                                   |                                                   |                                                           |                                                   |                                                   |                                                   |                                                   |

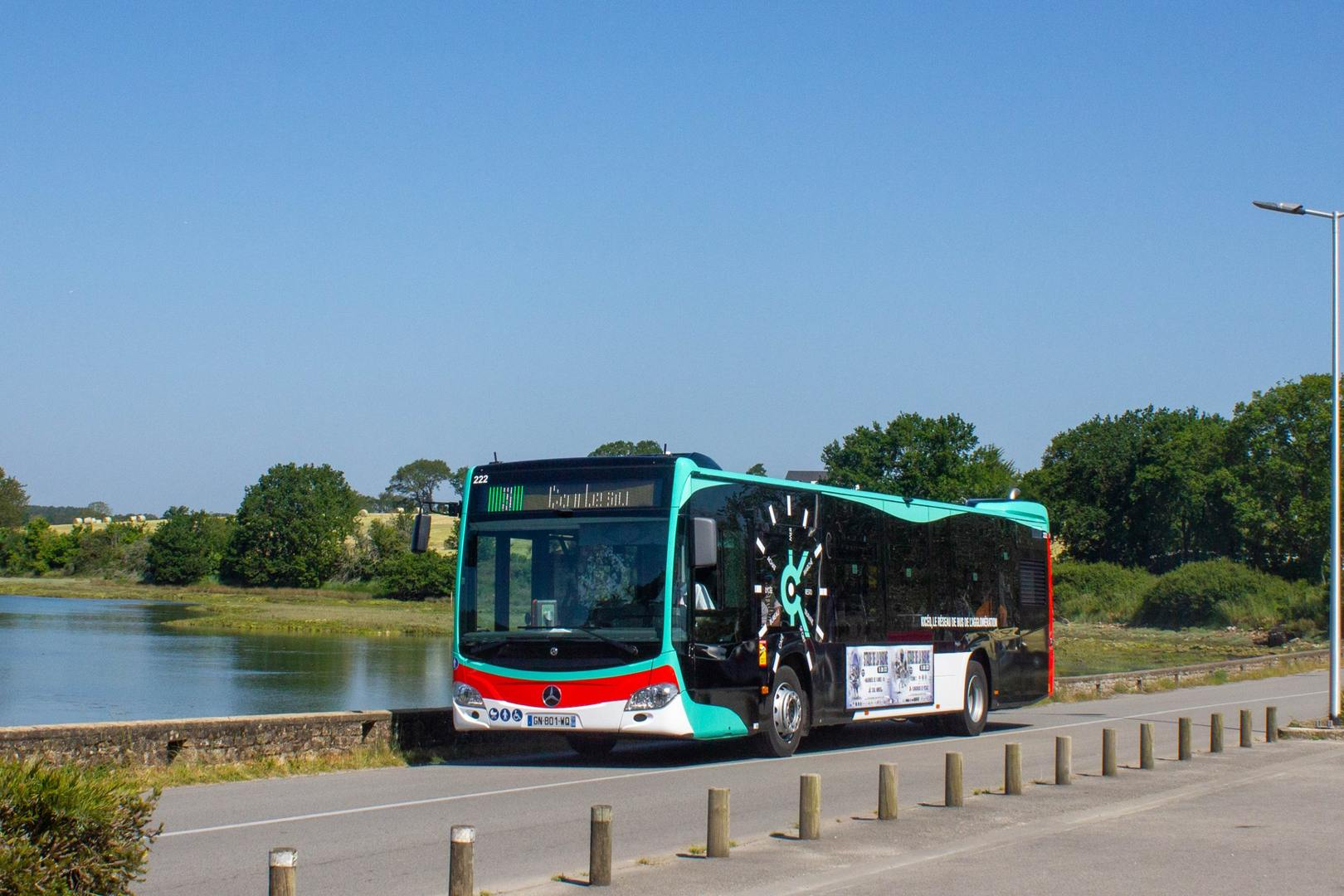
Ligne
Ligne
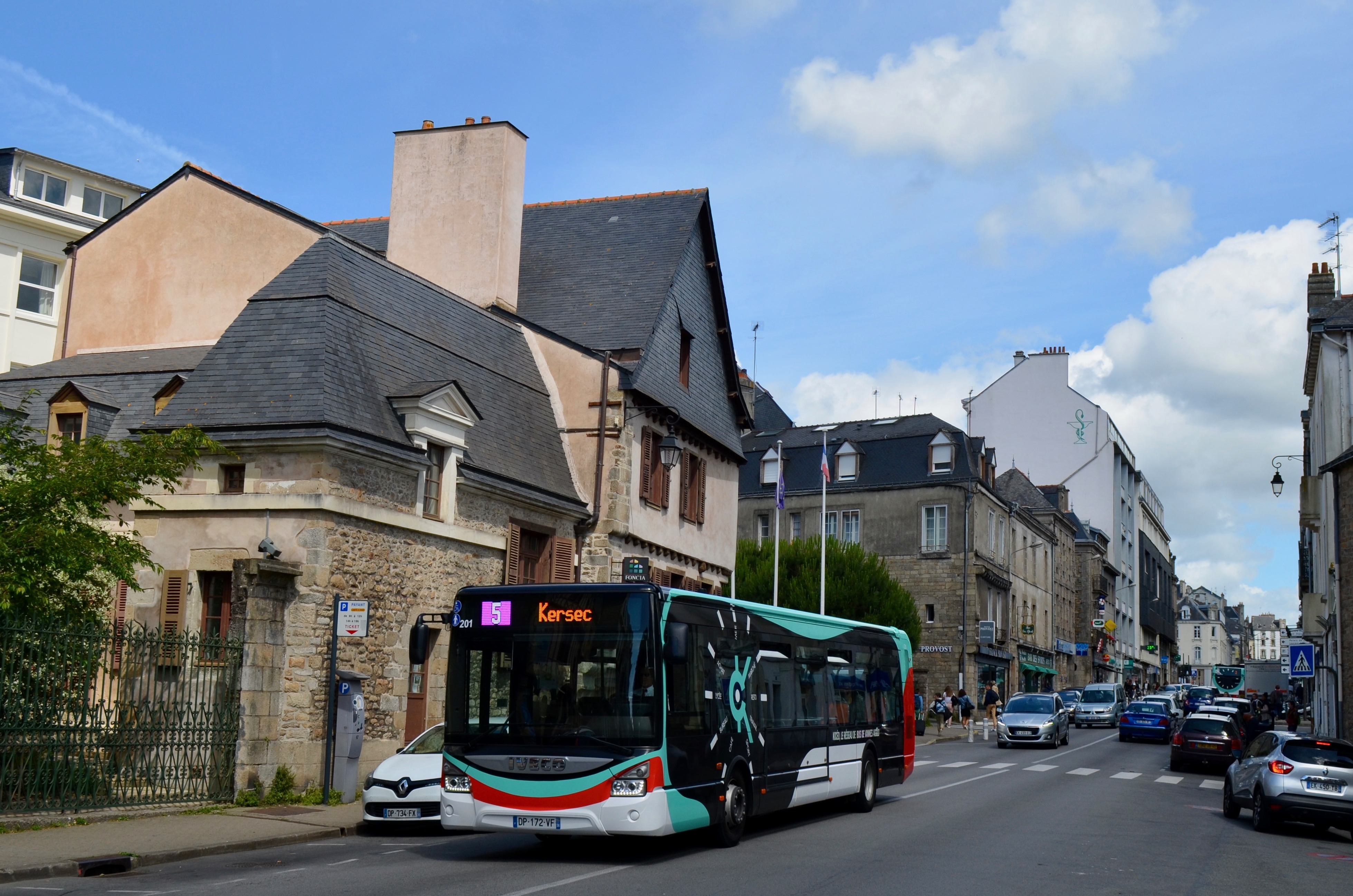
Ligne
Ligne
Ligne
Ligne

| 7     | Dernière actualisation : — |                                                   |                                                   |                                                   |                                                           |                                                   |                                                   |                                                   |                                                   |

- Ligne 3
- Ligne 4
- Ligne 5
- Ligne 6a
- Ligne 6b
- Ligne 7

### Lignes complémentaires
| Ligne | Caractéristiques | Caractéristiques                          | Caractéristiques                          | Caractéristiques                          | Caractéristiques                          | Caractéristiques                           | Caractéristiques                          | Caractéristiques                          | Caractéristiques                          |
| 8     | Plescop - Kériolets ⥋ Saint-Noff - Mairie | Plescop - Kériolets ⥋ Saint-Noff - Mairie | Plescop - Kériolets ⥋ Saint-Noff - Mairie | Plescop - Kériolets ⥋ Saint-Noff - Mairie | Plescop - Kériolets ⥋ Saint-Noff - Mairie | Plescop - Kériolets ⥋ Saint-Noff - Mairie  | Plescop - Kériolets ⥋ Saint-Noff - Mairie | Plescop - Kériolets ⥋ Saint-Noff - Mairie | Plescop - Kériolets ⥋ Saint-Noff - Mairie |
| ----- | --- | ----------------------------------------- | ----------------------------------------- | ----------------------------------------- | ----------------------------------------- | ------------------------------------------ | ----------------------------------------- | ----------------------------------------- | ----------------------------------------- |
| 8     | Ouverture / Fermeture 3 septembre 2012 / — | Longueur —                                | Durée 50 min                              | Nb. d’arrêts 40                           | Matériel GX 337 GX 327                    | Jours de fonctionnement L, Ma, Me, J, V, S | Jour / Soir / Nuit / Fêtes O / N / N / N  | Voy. / an —                               | Exploitant Transdev GMVA Mobilités        |
| 8     | Desserte : - Intervalle pointe/creuse/samedi/été : 30 min / 60 min / 60 min / 60 min - Communes : Plescop, Vannes, Saint-Avé et Saint-Nolff - Principaux arrêts desservis : Kériolets • Plescop-Centre • Fourchêne • République • Le Brix • Hugo • Pont SNCF • Gare SNCF Sud • Hôpital Chubert • St-Nolff Mairie                 |                                           |                                           |                                           |                                           |                                            |                                           |                                           |                                           |

Ligne
Ligne
Ligne
Ligne

| 8     | Autre : - Dernier passage à République à 19 h 20. |                                           |                                           |                                           |                                           |                                            |                                           |                                           |                                           |
| 8     | Dernière actualisation : — |                                           |                                           |                                           |                                           |                                            |                                           |                                           |                                           |
| 10    | Vannes - Libération ⥋ Theix - Graz-Iliz | Vannes - Libération ⥋ Theix - Graz-Iliz   | Vannes - Libération ⥋ Theix - Graz-Iliz   | Vannes - Libération ⥋ Theix - Graz-Iliz   | Vannes - Libération ⥋ Theix - Graz-Iliz   | Vannes - Libération ⥋ Theix - Graz-Iliz    | Vannes - Libération ⥋ Theix - Graz-Iliz   | Vannes - Libération ⥋ Theix - Graz-Iliz   | Vannes - Libération ⥋ Theix - Graz-Iliz   |
| 10    | Ouverture / Fermeture 3 septembre 2018 / — | Longueur —                                | Durée 35 min                              | Nb. d’arrêts —                            | Matériel GX 337 GX 327 Citelis 12         | Jours de fonctionnement L, Ma, Me, J, V, S | Jour / Soir / Nuit / Fêtes O / N / N / N  | Voy. / an —                               | Exploitant Transdev GMVA Mobilités        |
| 10    | Desserte : - Intervalle pointe/creuse matin/creuse après-midi : 20 min / 60 min / 30 min - Intervalle samedi et été pointe/samedi et été creuse : 30 min / 60 min - Communes : Vannes, Séné, Theix-Noyalo - Principaux arrêts desservis : Kercécile • Graz-Iliz • Theix Mairie • Quai de Séné • PIBS 2 • République • Libération |                                           |                                           |                                           |                                           |                                            |                                           |                                           |                                           |
| 10    | Autre : - A certains passages en heures de pointe, la ligne est prolongée de Libération à Kergypt. |                                           |                                           |                                           |                                           |                                            |                                           |                                           |                                           |
| 10    | Dernière actualisation : — |                                           |                                           |                                           |                                           |                                            |                                           |                                           |                                           |
| 11    | Plougoumelen ⥋ Vannes - Le Port | Plougoumelen ⥋ Vannes - Le Port           | Plougoumelen ⥋ Vannes - Le Port           | Plougoumelen ⥋ Vannes - Le Port           | Plougoumelen ⥋ Vannes - Le Port           | Plougoumelen ⥋ Vannes - Le Port            | Plougoumelen ⥋ Vannes - Le Port           | Plougoumelen ⥋ Vannes - Le Port           | Plougoumelen ⥋ Vannes - Le Port           |
| 11    | Ouverture / Fermeture 3 septembre 2018 / — | Longueur —                                | Durée 25 min                              | Nb. d’arrêts —                            | Matériel GX 337 GX 327 Citelis 12         | Jours de fonctionnement L, Ma, Me, J, V, S | Jour / Soir / Nuit / Fêtes O / N / N / N  | Voy. / an —                               | Exploitant Transdev GMVA Mobilités        |
| 11    | Desserte : - Intervalle pointe/creuse/samedi : 30 min / 60 min / 60 min - Communes : Plougoumelen, Ploeren et Vannes - Principaux arrêts desservis : Le Port • République • Hôtel de Ville • Libération • Madeleine • Fourchêne • Luscanen • Ploeren Mairie • Tréoguer • Plougoumelen                                            |                                           |                                           |                                           |                                           |                                            |                                           |                                           |                                           |
| 11    | Autre : |                                           |                                           |                                           |                                           |                                            |                                           |                                           |                                           |
| 11    | Dernière actualisation : — |                                           |                                           |                                           |                                           |                                            |                                           |                                           |                                           |
| 12    | Hôpital ⥋ Maison du Lac | Hôpital ⥋ Maison du Lac                   | Hôpital ⥋ Maison du Lac                   | Hôpital ⥋ Maison du Lac                   | Hôpital ⥋ Maison du Lac                   | Hôpital ⥋ Maison du Lac                    | Hôpital ⥋ Maison du Lac                   | Hôpital ⥋ Maison du Lac                   | Hôpital ⥋ Maison du Lac                   |
| 12    | Ouverture / Fermeture — / — | Longueur —                                | Durée 25 min                              | Nb. d’arrêts —                            | Matériel —                                | Jours de fonctionnement L, Ma, Me, J, V, S | Jour / Soir / Nuit / Fêtes O / N / N / N  | Voy. / an —                               | Exploitant Transdev GMVA Mobilités        |
| 12    | Desserte : - Intervalle pointe/creuse/samedi : 45 min / 45 min / 45 min - Communes : Vannes - Principaux arrêts desservis : |                                           |                                           |                                           |                                           |                                            |                                           |                                           |                                           |
| 12    | Autre : |                                           |                                           |                                           |                                           |                                            |                                           |                                           |                                           |
| 12    | Dernière actualisation : — |                                           |                                           |                                           |                                           |                                            |                                           |                                           |                                           |
| L     | Croix Neuve ⥋ République | Croix Neuve ⥋ République                  | Croix Neuve ⥋ République                  | Croix Neuve ⥋ République                  | Croix Neuve ⥋ République                  | Croix Neuve ⥋ République                   | Croix Neuve ⥋ République                  | Croix Neuve ⥋ République                  | Croix Neuve ⥋ République                  |
| L     | Ouverture / Fermeture — / — | Longueur —                                | Durée 30 min                              | Nb. d’arrêts —                            | Matériel —                                | Jours de fonctionnement Me, S              | Jour / Soir / Nuit / Fêtes O / N / N / N  | Voy. / an —                               | Exploitant Transdev GMVA Mobilités        |
| L     | Desserte : - Intervalle pointe/creuse/samedi : 1 aller / 1 retour - Communes : Vannes et Séné - Principaux arrêts desservis : |                                           |                                           |                                           |                                           |                                            |                                           |                                           |                                           |
| L     | Autre : |                                           |                                           |                                           |                                           |                                            |                                           |                                           |                                           |
| L     | Dernière actualisation : — |                                           |                                           |                                           |                                           |                                            |                                           |                                           |                                           |

- Ligne 8
- Ligne 10
- Ligne 11
- Ligne 12

### Lignes du dimanche et jours fériés
| Ligne | Caractéristiques | Caractéristiques                                       | Caractéristiques                                       | Caractéristiques                                       | Caractéristiques                                       | Caractéristiques                                       | Caractéristiques                                       | Caractéristiques                                       | Caractéristiques                                       |
| D1    | Clinique Océane ⥋ Conleau | Clinique Océane ⥋ Conleau                              | Clinique Océane ⥋ Conleau                              | Clinique Océane ⥋ Conleau                              | Clinique Océane ⥋ Conleau                              | Clinique Océane ⥋ Conleau                              | Clinique Océane ⥋ Conleau                              | Clinique Océane ⥋ Conleau                              | Clinique Océane ⥋ Conleau                              |
| ----- | --- | ------------------------------------------------------ | ------------------------------------------------------ | ------------------------------------------------------ | ------------------------------------------------------ | ------------------------------------------------------ | ------------------------------------------------------ | ------------------------------------------------------ | ------------------------------------------------------ |
| D1    | Ouverture / Fermeture 3 septembre 2012 / — | Longueur —                                             | Durée —                                                | Nb. d’arrêts 35                                        | Matériel Volvo 7900                                    | Jours de fonctionnement D                              | Jour / Soir / Nuit / Fêtes O / N / N / O               | Voy. / an —                                            | Exploitant Transdev GMVA Mobilités                     |
| D1    | Desserte : - Intervalle dimanche : Toutes les 30 min de 12h à 19h. - Communes : Vannes - Principaux arrêts desservis : Conleau • Sq.Morbihan • Cliscouët • Le Port • République • Le Brix • Hugo • Pont SNCF • Gare SNCF • Clinique Océane                                                                                          |                                                        |                                                        |                                                        |                                                        |                                                        |                                                        |                                                        |                                                        |
| D1    | Autre : - Ne circule pas le 1er mai. |                                                        |                                                        |                                                        |                                                        |                                                        |                                                        |                                                        |                                                        |
| D1    | Dernière actualisation : — |                                                        |                                                        |                                                        |                                                        |                                                        |                                                        |                                                        |                                                        |
| D2    | Parissot ⥋ Kersec | Parissot ⥋ Kersec                                      | Parissot ⥋ Kersec                                      | Parissot ⥋ Kersec                                      | Parissot ⥋ Kersec                                      | Parissot ⥋ Kersec                                      | Parissot ⥋ Kersec                                      | Parissot ⥋ Kersec                                      | Parissot ⥋ Kersec                                      |
| D2    | Ouverture / Fermeture 3 septembre 2012 / — | Longueur —                                             | Durée —                                                | Nb. d’arrêts 27                                        | Matériel Volvo 7900                                    | Jours de fonctionnement D                              | Jour / Soir / Nuit / Fêtes O / N / N / O               | Voy. / an —                                            | Exploitant Transdev GMVA Mobilités                     |
| D2    | Desserte : - Intervalle dimanche : 7 allers et retours le dimanche. Environ un bus toutes les 70 minutes (1h10). - Communes : Vannes - Principaux arrêts desservis : Parissot • Fourchêne • Madeleine • Libération • Hôtel de Ville • République • Le Port • Petit Tohannic • Kersec                                                |                                                        |                                                        |                                                        |                                                        |                                                        |                                                        |                                                        |                                                        |
| D2    | Autre : - Ne circule pas le 1er mai. |                                                        |                                                        |                                                        |                                                        |                                                        |                                                        |                                                        |                                                        |
| D2    | Dernière actualisation : — |                                                        |                                                        |                                                        |                                                        |                                                        |                                                        |                                                        |                                                        |
| D3    | Séné - Ajoncs ⥋ Saint-Avé - Le Poteau | Séné - Ajoncs ⥋ Saint-Avé - Le Poteau                  | Séné - Ajoncs ⥋ Saint-Avé - Le Poteau                  | Séné - Ajoncs ⥋ Saint-Avé - Le Poteau                  | Séné - Ajoncs ⥋ Saint-Avé - Le Poteau                  | Séné - Ajoncs ⥋ Saint-Avé - Le Poteau                  | Séné - Ajoncs ⥋ Saint-Avé - Le Poteau                  | Séné - Ajoncs ⥋ Saint-Avé - Le Poteau                  | Séné - Ajoncs ⥋ Saint-Avé - Le Poteau                  |
| D3    | Ouverture / Fermeture 5 septembre 2021 / — | Longueur —                                             | Durée —                                                | Nb. d’arrêts —                                         | Matériel Urbanway 12                                   | Jours de fonctionnement D                              | Jour / Soir / Nuit / Fêtes O / N / N / O               | Voy. / an —                                            | Exploitant Transdev GMVA Mobilités                     |
| D3    | Desserte : - Intervalle dimanche : 5 allers et retours le dimanche. Environ un bus toutes les 105 minutes (1h45). - Communes : Séné, Vannes et Saint-Avé - Principaux arrêts desservis : Le Poteau • EPSM • Le Dôme • Gare SNCF Sud • République • Parc du Golfe • PIBS 2 • Séné Ajoncs                                             |                                                        |                                                        |                                                        |                                                        |                                                        |                                                        |                                                        |                                                        |
| D3    | Autre : - Ne circule pas le 1er mai. |                                                        |                                                        |                                                        |                                                        |                                                        |                                                        |                                                        |                                                        |
| D3    | Dernière actualisation : — |                                                        |                                                        |                                                        |                                                        |                                                        |                                                        |                                                        |                                                        |
| D4    | Arradon - St-J. Baptiste ⥋ Theix-Noyalo - Kercécile | Arradon - St-J. Baptiste ⥋ Theix-Noyalo - Kercécile    | Arradon - St-J. Baptiste ⥋ Theix-Noyalo - Kercécile    | Arradon - St-J. Baptiste ⥋ Theix-Noyalo - Kercécile    | Arradon - St-J. Baptiste ⥋ Theix-Noyalo - Kercécile    | Arradon - St-J. Baptiste ⥋ Theix-Noyalo - Kercécile    | Arradon - St-J. Baptiste ⥋ Theix-Noyalo - Kercécile    | Arradon - St-J. Baptiste ⥋ Theix-Noyalo - Kercécile    | Arradon - St-J. Baptiste ⥋ Theix-Noyalo - Kercécile    |
| D4    | Ouverture / Fermeture 8 septembre 2024 / — | Longueur —                                             | Durée 55 min                                           | Nb. d’arrêts 46                                        | Matériel Volvo 7900                                    | Jours de fonctionnement D                              | Jour / Soir / Nuit / Fêtes O / N / N / O               | Voy. / an —                                            | Exploitant Transdev GMVA Mobilités                     |
| D4    | Desserte : - Intervalle dimanche : 5 allers et retours le dimanche. Environ un bus toutes les 130 minutes (2h10). - Communes : Arradon, Vannes et Theix-Noyalo - Principaux arrêts desservis : Arradon St-J Baptiste • Petit Molac • République • Gare SNCF Sud • Hôpital • Delestraint • Poulfanc • Theix Mairie • Theix Kercécile |                                                        |                                                        |                                                        |                                                        |                                                        |                                                        |                                                        |                                                        |
| D4    | Autre : - Ne circule pas le 1er mai. |                                                        |                                                        |                                                        |                                                        |                                                        |                                                        |                                                        |                                                        |
| D4    | Dernière actualisation : — |                                                        |                                                        |                                                        |                                                        |                                                        |                                                        |                                                        |                                                        |
| DSOIR | Gare SNCF Sud ⥋ Arradon - via établissements scolaires | Gare SNCF Sud ⥋ Arradon - via établissements scolaires | Gare SNCF Sud ⥋ Arradon - via établissements scolaires | Gare SNCF Sud ⥋ Arradon - via établissements scolaires | Gare SNCF Sud ⥋ Arradon - via établissements scolaires | Gare SNCF Sud ⥋ Arradon - via établissements scolaires | Gare SNCF Sud ⥋ Arradon - via établissements scolaires | Gare SNCF Sud ⥋ Arradon - via établissements scolaires | Gare SNCF Sud ⥋ Arradon - via établissements scolaires |
| DSOIR | Ouverture / Fermeture 8 septembre 2024 / — | Longueur —                                             | Durée 30 min                                           | Nb. d’arrêts 13                                        | Matériel —                                             | Jours de fonctionnement D                              | Jour / Soir / Nuit / Fêtes N / O / N / O               | Voy. / an —                                            | Exploitant Transdev GMVA Mobilités                     |
| DSOIR | Desserte : - Intervalle dimanche : 4 allers le dimanche. Environ un bus toutes les 50 minutes. - Communes : Vannes et Arradon - Principaux arrêts desservis : Gare SNCF Sud • Le Brix • République • Radieuse • IUT • Chambre des métiers • Petit Molac                                                                             |                                                        |                                                        |                                                        |                                                        |                                                        |                                                        |                                                        |                                                        |
| DSOIR | Autre : - Le service fonctionne tous les dimanches soirs, sauf les dimanches précédant un lundi férié. |                                                        |                                                        |                                                        |                                                        |                                                        |                                                        |                                                        |                                                        |

Ligne
Ligne
Ligne

| DSOIR | Dernière actualisation : — |                                                        |                                                        |                                                        |                                                        |                                                        |                                                        |                                                        |                                                        |

- Ligne D1
- Ligne D2
- Ligne D3

### Transports de soirée
| Ligne     | Caractéristiques | Caractéristiques                                                 | Caractéristiques                                                 | Caractéristiques                                                 | Caractéristiques                                                 | Caractéristiques                                                 | Caractéristiques                                                 | Caractéristiques                                                 | Caractéristiques                                                 |
| TRM Ouest | Terminéo Ouest | Terminéo Ouest                                                   | Terminéo Ouest                                                   | Terminéo Ouest                                                   | Terminéo Ouest                                                   | Terminéo Ouest                                                   | Terminéo Ouest                                                   | Terminéo Ouest                                                   | Terminéo Ouest                                                   |
| TRM Ouest | Fourchêne 2 → République ⥋ desserte à la demande de Vannes ouest | Fourchêne 2 → République ⥋ desserte à la demande de Vannes ouest | Fourchêne 2 → République ⥋ desserte à la demande de Vannes ouest | Fourchêne 2 → République ⥋ desserte à la demande de Vannes ouest | Fourchêne 2 → République ⥋ desserte à la demande de Vannes ouest | Fourchêne 2 → République ⥋ desserte à la demande de Vannes ouest | Fourchêne 2 → République ⥋ desserte à la demande de Vannes ouest | Fourchêne 2 → République ⥋ desserte à la demande de Vannes ouest | Fourchêne 2 → République ⥋ desserte à la demande de Vannes ouest |
| --------- | --- | ---------------------------------------------------------------- | ---------------------------------------------------------------- | ---------------------------------------------------------------- | ---------------------------------------------------------------- | ---------------------------------------------------------------- | ---------------------------------------------------------------- | ---------------------------------------------------------------- | ---------------------------------------------------------------- |
| TRM Ouest | Ouverture / Fermeture 3 septembre 2012 / — | Longueur —                                                       | Durée —                                                          | Nb. d’arrêts —                                                   | Matériel Urbanway 12                                             | Jours de fonctionnement J, V, S                                  | Jour / Soir / Nuit / Fêtes N / O / N / O                         | Voy. / an —                                                      | Exploitant Transdev GMVA Mobilités                               |
| TRM Ouest | Desserte : Vannes - Intervalle nuit : 40 min - Communes : Vannes - Principaux arrêts desservis : Tous les arrêts à l’ouest de la ville de Vannes. |                                                                  |                                                                  |                                                                  |                                                                  |                                                                  |                                                                  |                                                                  |                                                                  |
| TRM Ouest | Autre : - 2 points de départs sont sur la ligne (Fourchêne 2, Parissot et République) ; - L'usager doit indiquer au conducteur l'arrêt où il souhaite descendre ; - Depuis le 3 janvier 2017, la ligne a abandonné son trajet circulaire au profit d'une desserte à la demande. - Il était nommé Afterbus de 2017 à septembre 2024. |                                                                  |                                                                  |                                                                  |                                                                  |                                                                  |                                                                  |                                                                  |                                                                  |
| TRM Ouest | Dernière actualisation : — |                                                                  |                                                                  |                                                                  |                                                                  |                                                                  |                                                                  |                                                                  |                                                                  |
| TRM Est   | Terminéo Est | Terminéo Est                                                     | Terminéo Est                                                     | Terminéo Est                                                     | Terminéo Est                                                     | Terminéo Est                                                     | Terminéo Est                                                     | Terminéo Est                                                     | Terminéo Est                                                     |
| TRM Est   | Gare SNCF Sud → République ⥋ desserte à la demande de Vannes |                                                                  |                                                                  |                                                                  |                                                                  |                                                                  |                                                                  |                                                                  |                                                                  |
| TRM Est   | Ouverture / Fermeture 3 septembre 2012 / — | Longueur —                                                       | Durée —                                                          | Nb. d’arrêts —                                                   | Matériel Urbanway 12                                             | Jours de fonctionnement J, V, S                                  | Jour / Soir / Nuit / Fêtes N / O / N / O                         | Voy. / an —                                                      | Exploitant Transdev GMVA Mobilités                               |
| TRM Est   | Desserte : Vannes - Intervalle nuit : 40 min - Communes : Vannes - Principaux arrêts desservis : Tous les arrêts à l’est de la ville de Vannes. |                                                                  |                                                                  |                                                                  |                                                                  |                                                                  |                                                                  |                                                                  |                                                                  |
| TRM Est   | Autre : - 4 points de départs sont sur la ligne (Gare SNCF Sud et République) ; - L'usager doit indiquer au conducteur l'arrêt où il souhaite descendre ; - Depuis le 3 janvier 2017, la ligne a abandonné son trajet circulaire au profit d'une desserte à la demande. - Il était nommé Afterbus de 2017 à septembre 2024.         |                                                                  |                                                                  |                                                                  |                                                                  |                                                                  |                                                                  |                                                                  |                                                                  |
| TRM Est   | Dernière actualisation : — |                                                                  |                                                                  |                                                                  |                                                                  |                                                                  |                                                                  |                                                                  |                                                                  |

### Navettes
| Ligne  | Trajet                                     | Fréquence |
| ------ | ------------------------------------------ | --------- |
| NAVPEM | Parking Bilaire ↔ Gare SNCF Sud            | 10’       |
| A      | P+R Ouest ↔ Stade de la Rabine             | 15’       |
| B      | Parking Bilaire ↔ Stade de la Rabine       | 12’       |
| C      | Parking UBS ↔ Stade de la Rabine           | 20’       |
| D      | Parking Parc du Golfe ↔ Stade de la Rabine | 10’       |

Navette A
Navette C
Navette D

## Réseau périurbain

### Lignes régulières
| Ligne | Caractéristiques | Caractéristiques                                                                  | Caractéristiques                                                                  | Caractéristiques                                                                  | Caractéristiques                                                                  | Caractéristiques                                                                  | Caractéristiques                                                                  | Caractéristiques                                                                  | Caractéristiques                                                                  |
| 20    | Vannes — Hôtel de Ville ⥋ Elven — La Motte Verte | Vannes — Hôtel de Ville ⥋ Elven — La Motte Verte                                  | Vannes — Hôtel de Ville ⥋ Elven — La Motte Verte                                  | Vannes — Hôtel de Ville ⥋ Elven — La Motte Verte                                  | Vannes — Hôtel de Ville ⥋ Elven — La Motte Verte                                  | Vannes — Hôtel de Ville ⥋ Elven — La Motte Verte                                  | Vannes — Hôtel de Ville ⥋ Elven — La Motte Verte                                  | Vannes — Hôtel de Ville ⥋ Elven — La Motte Verte                                  | Vannes — Hôtel de Ville ⥋ Elven — La Motte Verte                                  |
| ----- | --- | --------------------------------------------------------------------------------- | --------------------------------------------------------------------------------- | --------------------------------------------------------------------------------- | --------------------------------------------------------------------------------- | --------------------------------------------------------------------------------- | --------------------------------------------------------------------------------- | --------------------------------------------------------------------------------- | --------------------------------------------------------------------------------- |
| 20    | Ouverture / Fermeture 3 septembre 2012 / — | Longueur —                                                                        | Durée 30 min                                                                      | Nb. d’arrêts 29                                                                   | Matériel MAN Lion's Intercity                                                     | Jours de fonctionnement L, Ma, Me, J, V, S                                        | Jour / Soir / Nuit / Fêtes O / N / N / N                                          | Voy. / an —                                                                       | Exploitant Auray Voyages                                                          |
| 20    | Desserte : - Intervalle : 6 allers et retours du lundi au vendredi et 5 allers et 6 retours le samedi. - Communes : Vannes, Saint-Avé, Saint-Nolff et Elven - Principaux arrêts desservis : Hôtel de ville • Gare SNCF • Bellevue • Kerboulard • Elven Centre • La Motte Verte            |                                                                                   |                                                                                   |                                                                                   |                                                                                   |                                                                                   |                                                                                   |                                                                                   |                                                                                   |
| 20    | Autre : - Desserte complétée de 9 h à 16 h par le service Créacéo. - Date de dernière mise à jour : 1 novembre 2024 |                                                                                   |                                                                                   |                                                                                   |                                                                                   |                                                                                   |                                                                                   |                                                                                   |                                                                                   |

Ligne
Ligne
Ligne
Ligne
Ligne
Ligne

| 20    | Dernière actualisation : — |                                                                                   |                                                                                   |                                                                                   |                                                                                   |                                                                                   |                                                                                   |                                                                                   |                                                                                   |
| 21    | Vannes — Gare routière SNCF ⥋ Plougoumelen — Centre | Vannes — Gare routière SNCF ⥋ Plougoumelen — Centre                               | Vannes — Gare routière SNCF ⥋ Plougoumelen — Centre                               | Vannes — Gare routière SNCF ⥋ Plougoumelen — Centre                               | Vannes — Gare routière SNCF ⥋ Plougoumelen — Centre                               | Vannes — Gare routière SNCF ⥋ Plougoumelen — Centre                               | Vannes — Gare routière SNCF ⥋ Plougoumelen — Centre                               | Vannes — Gare routière SNCF ⥋ Plougoumelen — Centre                               | Vannes — Gare routière SNCF ⥋ Plougoumelen — Centre                               |
| 21    | Ouverture / Fermeture 3 septembre 2012 / — | Longueur —                                                                        | Durée 30 à 33 min                                                                 | Nb. d’arrêts 14                                                                   | Matériel MAN Lion's Intercity                                                     | Jours de fonctionnement L, Ma, Me, J, V, S                                        | Jour / Soir / Nuit / Fêtes O / N / N / N                                          | Voy. / an —                                                                       | Exploitant Auray Voyages                                                          |
| 21    | Desserte : - Intervalle : 7 allers et retours du lundi au vendredi et 6 allers et 7 retours le samedi. - Communes : Vannes, Arradon, Baden, Le Bono et Plougoumelen - Principaux arrêts desservis : Gare routière SNCF • Libération • Baden Centre • Le Bono Centre • Plougoumelen Centre |                                                                                   |                                                                                   |                                                                                   |                                                                                   |                                                                                   |                                                                                   |                                                                                   |                                                                                   |
| 21    | Autre : - Desserte complétée de 9 h à 16 h par le service Créacéo. - Certains services sont jumelés avec la ligne 23. - Date de dernière mise à jour : 1 novembre 2024 |                                                                                   |                                                                                   |                                                                                   |                                                                                   |                                                                                   |                                                                                   |                                                                                   |                                                                                   |
| 21    | Dernière actualisation : — |                                                                                   |                                                                                   |                                                                                   |                                                                                   |                                                                                   |                                                                                   |                                                                                   |                                                                                   |
| 22    | Vannes — Libération ⥋ Sarzeau | Vannes — Libération ⥋ Sarzeau                                                     | Vannes — Libération ⥋ Sarzeau                                                     | Vannes — Libération ⥋ Sarzeau                                                     | Vannes — Libération ⥋ Sarzeau                                                     | Vannes — Libération ⥋ Sarzeau                                                     | Vannes — Libération ⥋ Sarzeau                                                     | Vannes — Libération ⥋ Sarzeau                                                     | Vannes — Libération ⥋ Sarzeau                                                     |
| 22    | Ouverture / Fermeture 3 septembre 2012 / — | Longueur —                                                                        | Durée 25 à 30 min                                                                 | Nb. d’arrêts 9                                                                    | Matériel Crossway                                                                 | Jours de fonctionnement L, Ma, Me, J, V, S                                        | Jour / Soir / Nuit / Fêtes O / N / N / N                                          | Voy. / an —                                                                       | Exploitant Transdev CTM                                                           |
| 22    | Desserte : - Intervalle : 8 allers et retours du lundi au vendredi et 7 allers et 8 retours le samedi. - Communes : Vannes, Theix-Noyalo, Surzur et Sarzeau - Principaux arrêts desservis : Libération • Gare routière SNCF • Surzur Centre                                               |                                                                                   |                                                                                   |                                                                                   |                                                                                   |                                                                                   |                                                                                   |                                                                                   |                                                                                   |
| 22    | Autre : - Desserte complétée de 9 h à 16 h par le service Créacéo. - Date de dernière mise à jour : 1 novembre 2024 |                                                                                   |                                                                                   |                                                                                   |                                                                                   |                                                                                   |                                                                                   |                                                                                   |                                                                                   |
| 22    | Dernière actualisation : — |                                                                                   |                                                                                   |                                                                                   |                                                                                   |                                                                                   |                                                                                   |                                                                                   |                                                                                   |
| 23    | Vannes — Gare routière SNCF ⥋ Larmor-Baden / Port-Blanc | Vannes — Gare routière SNCF ⥋ Larmor-Baden / Port-Blanc                           | Vannes — Gare routière SNCF ⥋ Larmor-Baden / Port-Blanc                           | Vannes — Gare routière SNCF ⥋ Larmor-Baden / Port-Blanc                           | Vannes — Gare routière SNCF ⥋ Larmor-Baden / Port-Blanc                           | Vannes — Gare routière SNCF ⥋ Larmor-Baden / Port-Blanc                           | Vannes — Gare routière SNCF ⥋ Larmor-Baden / Port-Blanc                           | Vannes — Gare routière SNCF ⥋ Larmor-Baden / Port-Blanc                           | Vannes — Gare routière SNCF ⥋ Larmor-Baden / Port-Blanc                           |
| 23    | Ouverture / Fermeture 3 septembre 2012 / — | Longueur —                                                                        | Durée 50 à 51 min                                                                 | Nb. d’arrêts 14                                                                   | Matériel MAN Lion's Intercity                                                     | Jours de fonctionnement L, Ma, Me, J, V, S                                        | Jour / Soir / Nuit / Fêtes O / N / N / N                                          | Voy. / an —                                                                       | Exploitant Auray Voyages                                                          |
| 23    | Desserte : - Intervalle : 6 allers et retours du lundi au vendredi et 5 allers et 6 retours le samedi. - Communes : Vannes, Arradon, Baden et Larmor-Baden - Principaux arrêts desservis : Gare routière SNCF • Libération • Le Moustoir • Port-Blanc • Larmor-Baden                      |                                                                                   |                                                                                   |                                                                                   |                                                                                   |                                                                                   |                                                                                   |                                                                                   |                                                                                   |
| 23    | Autre : - Desserte complétée de 9 h à 16 h par le service Créacéo. - Date de dernière mise à jour : 1 novembre 2024 |                                                                                   |                                                                                   |                                                                                   |                                                                                   |                                                                                   |                                                                                   |                                                                                   |                                                                                   |
| 23    | Dernière actualisation : — |                                                                                   |                                                                                   |                                                                                   |                                                                                   |                                                                                   |                                                                                   |                                                                                   |                                                                                   |
| 24    | Vannes — Libération / Gare routière SNCF ⥋ Le Hézo — D780 ↔ Sarzeau ↔ Port-Navalo | Vannes — Libération / Gare routière SNCF ⥋ Le Hézo — D780 ↔ Sarzeau ↔ Port-Navalo | Vannes — Libération / Gare routière SNCF ⥋ Le Hézo — D780 ↔ Sarzeau ↔ Port-Navalo | Vannes — Libération / Gare routière SNCF ⥋ Le Hézo — D780 ↔ Sarzeau ↔ Port-Navalo | Vannes — Libération / Gare routière SNCF ⥋ Le Hézo — D780 ↔ Sarzeau ↔ Port-Navalo | Vannes — Libération / Gare routière SNCF ⥋ Le Hézo — D780 ↔ Sarzeau ↔ Port-Navalo | Vannes — Libération / Gare routière SNCF ⥋ Le Hézo — D780 ↔ Sarzeau ↔ Port-Navalo | Vannes — Libération / Gare routière SNCF ⥋ Le Hézo — D780 ↔ Sarzeau ↔ Port-Navalo | Vannes — Libération / Gare routière SNCF ⥋ Le Hézo — D780 ↔ Sarzeau ↔ Port-Navalo |
| 24    | Ouverture / Fermeture 9 juillet 2017 / — | Longueur —                                                                        | Durée 55 min                                                                      | Nb. d’arrêts 23                                                                   | Matériel Crossway                                                                 | Jours de fonctionnement L, Ma, Me, J, V, S, D                                     | Jour / Soir / Nuit / Fêtes O / N / N / O                                          | Voy. / an —                                                                       | Exploitant Transdev CTM                                                           |
| 24    | Desserte : - Intervalle : 10 allers et 9 retours par jour - Communes : Vannes, Theix, Le Hézo, Saint-Armel, Sarzeau, Saint-Gildas-de-Rhuys et Arzon. - Principaux arrêts desservis : Libération • Gare SNCF • Noyalo Centre • Le Hézo GR • Le Hézo D780                                   |                                                                                   |                                                                                   |                                                                                   |                                                                                   |                                                                                   |                                                                                   |                                                                                   |                                                                                   |
| 24    | Autre : - Desserte complétée de 9 h à 16 h par le service Créacéo. - Date de dernière mise à jour : 1 novembre 2024 |                                                                                   |                                                                                   |                                                                                   |                                                                                   |                                                                                   |                                                                                   |                                                                                   |                                                                                   |
| 24    | Dernière actualisation : — |                                                                                   |                                                                                   |                                                                                   |                                                                                   |                                                                                   |                                                                                   |                                                                                   |                                                                                   |
| 25    | Vannes — Gare routière SNCF ⥋ Grand-Champ — ESAT de Grand-Champ | Vannes — Gare routière SNCF ⥋ Grand-Champ — ESAT de Grand-Champ                   | Vannes — Gare routière SNCF ⥋ Grand-Champ — ESAT de Grand-Champ                   | Vannes — Gare routière SNCF ⥋ Grand-Champ — ESAT de Grand-Champ                   | Vannes — Gare routière SNCF ⥋ Grand-Champ — ESAT de Grand-Champ                   | Vannes — Gare routière SNCF ⥋ Grand-Champ — ESAT de Grand-Champ                   | Vannes — Gare routière SNCF ⥋ Grand-Champ — ESAT de Grand-Champ                   | Vannes — Gare routière SNCF ⥋ Grand-Champ — ESAT de Grand-Champ                   | Vannes — Gare routière SNCF ⥋ Grand-Champ — ESAT de Grand-Champ                   |
| 25    | Ouverture / Fermeture 9 juillet 2017 / — | Longueur —                                                                        | Durée —                                                                           | Nb. d’arrêts 15                                                                   | Matériel MAN Lion's Intercity                                                     | Jours de fonctionnement L, Ma, Me, J, V, S                                        | Jour / Soir / Nuit / Fêtes O / N / N / N                                          | Voy. / an —                                                                       | Exploitant Voyages Morio                                                          |
| 25    | Desserte : - Intervalle : 6 allers et retours du lundi au vendredi et 5 allers et retours le samedi. - Communes : Vannes, Plescop et Grand-Champ - Principaux arrêts desservis : Renaudot • Libération • Gare SNCF • Grand-Champ                                                          |                                                                                   |                                                                                   |                                                                                   |                                                                                   |                                                                                   |                                                                                   |                                                                                   |                                                                                   |
| 25    | Autre : - Desserte complétée de 9 h à 16 h par le service Créacéo. - Date de dernière mise à jour : 1 novembre 2024 |                                                                                   |                                                                                   |                                                                                   |                                                                                   |                                                                                   |                                                                                   |                                                                                   |                                                                                   |
| 25    | Dernière actualisation : — |                                                                                   |                                                                                   |                                                                                   |                                                                                   |                                                                                   |                                                                                   |                                                                                   |                                                                                   |
| 26    | Theix-Noyalo — Since ⥋ Sarzeau — Château de Suscinio | Theix-Noyalo — Since ⥋ Sarzeau — Château de Suscinio                              | Theix-Noyalo — Since ⥋ Sarzeau — Château de Suscinio                              | Theix-Noyalo — Since ⥋ Sarzeau — Château de Suscinio                              | Theix-Noyalo — Since ⥋ Sarzeau — Château de Suscinio                              | Theix-Noyalo — Since ⥋ Sarzeau — Château de Suscinio                              | Theix-Noyalo — Since ⥋ Sarzeau — Château de Suscinio                              | Theix-Noyalo — Since ⥋ Sarzeau — Château de Suscinio                              | Theix-Noyalo — Since ⥋ Sarzeau — Château de Suscinio                              |
| 26    | Ouverture / Fermeture 1 janvier 2024 / 3 avril 2025 | Longueur —                                                                        | Durée —                                                                           | Nb. d’arrêts 9                                                                    | Matériel Crossway                                                                 | Jours de fonctionnement L, Ma, Me, J, V, S                                        | Jour / Soir / Nuit / Fêtes O / N / N / N                                          | Voy. / an —                                                                       | Exploitant Transdev CTM                                                           |
| 26    | Desserte : - Intervalle : 3 allers et retours du lundi au samedi. - Communes : Theix-Noyalo, Surzur et Sarzeau - Principaux arrêts desservis : |                                                                                   |                                                                                   |                                                                                   |                                                                                   |                                                                                   |                                                                                   |                                                                                   |                                                                                   |
| 26    | Autre : - Pendant les vacances scolaires de printemps, d’été et de la Toussaint. - Date de dernière mise à jour : 1 novembre 2024 |                                                                                   |                                                                                   |                                                                                   |                                                                                   |                                                                                   |                                                                                   |                                                                                   |                                                                                   |
| 26    | Dernière actualisation : — |                                                                                   |                                                                                   |                                                                                   |                                                                                   |                                                                                   |                                                                                   |                                                                                   |                                                                                   |
| 27    | Grand-Champ ⥋ Vannes | Grand-Champ ⥋ Vannes                                                              | Grand-Champ ⥋ Vannes                                                              | Grand-Champ ⥋ Vannes                                                              | Grand-Champ ⥋ Vannes                                                              | Grand-Champ ⥋ Vannes                                                              | Grand-Champ ⥋ Vannes                                                              | Grand-Champ ⥋ Vannes                                                              | Grand-Champ ⥋ Vannes                                                              |
| 27    | Ouverture / Fermeture 2 septembre 2024 / — | Longueur —                                                                        | Durée —                                                                           | Nb. d’arrêts —                                                                    | Matériel Crossway                                                                 | Jours de fonctionnement L, Ma, Me, J, V, S                                        | Jour / Soir / Nuit / Fêtes O / N / N / N                                          | Voy. / an —                                                                       | Exploitant Transdev CTM                                                           |
| 27    | Desserte : - Intervalle : 8 allers et retours du lundi au vendredi et 7 allers et 8 retours le samedi. - Communes : Grand-Champ, Locmaria-Grand-Champ, Locqueltas et Vannes - Principaux arrêts desservis :                                                                               |                                                                                   |                                                                                   |                                                                                   |                                                                                   |                                                                                   |                                                                                   |                                                                                   |                                                                                   |
| 27    | Autre : - Date de dernière mise à jour : 1 novembre 2024 |                                                                                   |                                                                                   |                                                                                   |                                                                                   |                                                                                   |                                                                                   |                                                                                   |                                                                                   |
| 27    | Dernière actualisation : — |                                                                                   |                                                                                   |                                                                                   |                                                                                   |                                                                                   |                                                                                   |                                                                                   |                                                                                   |
| 30    | Embarcadère ⥋ Kérino | Embarcadère ⥋ Kérino                                                              | Embarcadère ⥋ Kérino                                                              | Embarcadère ⥋ Kérino                                                              | Embarcadère ⥋ Kérino                                                              | Embarcadère ⥋ Kérino                                                              | Embarcadère ⥋ Kérino                                                              | Embarcadère ⥋ Kérino                                                              | Embarcadère ⥋ Kérino                                                              |
| 30    | Ouverture / Fermeture 1 janvier 2024 / — | Longueur —                                                                        | Durée —                                                                           | Nb. d’arrêts 12                                                                   | Matériel —                                                                        | Jours de fonctionnement L, Ma, Me, J, V, S, D                                     | Jour / Soir / Nuit / Fêtes O / N / N / N                                          | Voy. / an —                                                                       | Exploitant Transdev GMVA Mobilités                                                |
| 30    | Desserte : - Intervalle : - Communes : Île-d'Arz - Principaux arrêts desservis : |                                                                                   |                                                                                   |                                                                                   |                                                                                   |                                                                                   |                                                                                   |                                                                                   |                                                                                   |
| 30    | Autre : - En bus électrique. - Correspondance avec les bateaux bus Vannes ↔ Île-d'Arz. - Accessible à tous avec un ticket ou un abonnement Kicéo. - Date de dernière mise à jour : 21 mars 2024                                                                                           |                                                                                   |                                                                                   |                                                                                   |                                                                                   |                                                                                   |                                                                                   |                                                                                   |                                                                                   |
| 30    | Dernière actualisation : — |                                                                                   |                                                                                   |                                                                                   |                                                                                   |                                                                                   |                                                                                   |                                                                                   |                                                                                   |

- Ligne  20
- Ligne  21
- Ligne  22
- Ligne  23
- Ligne  24
- Ligne  25

## Lignes BreizhGo en intégration tarifaire
Les lignes BreizhGo        sont des lignes régionales à intégration tarifaire à l'intérieur de l'agglomération, la section entre parenthèses est celle située en dehors de l'agglomération.
Les arrêts BreizhGo compris dans ces lignes sont compris dans la tarification kicéo.
| Ligne | Caractéristiques | Caractéristiques                                                                                            | Caractéristiques                                                                                            | Caractéristiques                                                                                            | Caractéristiques                                                                                            | Caractéristiques                                                                                            | Caractéristiques                                                                                            | Caractéristiques                                                                                            | Caractéristiques                                                                                            |
| BZ 03 | BreizhGo | BreizhGo | BreizhGo | BreizhGo | BreizhGo | BreizhGo | BreizhGo | BreizhGo | BreizhGo |
| BZ 03 | Vannes — Libération / Gare routière SNCF ⥋ Colpo — Rue Nationale (↔ Locminé ↔ Moréac ↔ Pontivy - Gare SNCF) | Vannes — Libération / Gare routière SNCF ⥋ Colpo — Rue Nationale (↔ Locminé ↔ Moréac ↔ Pontivy - Gare SNCF) | Vannes — Libération / Gare routière SNCF ⥋ Colpo — Rue Nationale (↔ Locminé ↔ Moréac ↔ Pontivy - Gare SNCF) | Vannes — Libération / Gare routière SNCF ⥋ Colpo — Rue Nationale (↔ Locminé ↔ Moréac ↔ Pontivy - Gare SNCF) | Vannes — Libération / Gare routière SNCF ⥋ Colpo — Rue Nationale (↔ Locminé ↔ Moréac ↔ Pontivy - Gare SNCF) | Vannes — Libération / Gare routière SNCF ⥋ Colpo — Rue Nationale (↔ Locminé ↔ Moréac ↔ Pontivy - Gare SNCF) | Vannes — Libération / Gare routière SNCF ⥋ Colpo — Rue Nationale (↔ Locminé ↔ Moréac ↔ Pontivy - Gare SNCF) | Vannes — Libération / Gare routière SNCF ⥋ Colpo — Rue Nationale (↔ Locminé ↔ Moréac ↔ Pontivy - Gare SNCF) | Vannes — Libération / Gare routière SNCF ⥋ Colpo — Rue Nationale (↔ Locminé ↔ Moréac ↔ Pontivy - Gare SNCF) |
| ----- | --- | --- | --- | --- | --- | --- | --- | --- | --- |
| BZ 03 | Ouverture / Fermeture — / — | Longueur —                                                                                                  | Durée — | Nb. d’arrêts 4                                                                                              | Matériel Crossway                                                                                           | Jours de fonctionnement L, Ma, Me, J, V, S, D                                                               | Jour / Soir / Nuit / Fêtes O / N / N / O                                                                    | Voy. / an —                                                                                                 | Exploitant Transdev                                                                                         |
| BZ 03 | Desserte : - Intervalle : 10 allers et 11 retours par jour en semaine - Communes : Vannes, Locmaria-Grand-Champ et Colpo - Principaux arrêts desservis : Libération • Gare SNCF • Locmaria-Grand-Champ • Colpo - Rue Nationale | | | | | | | | |
| BZ 03 | Autre : - Desserte complétée de 9 h à 16 h par le service Créacéo. - Intégration tarifaire dès juillet 2017. - Wifi à bord - Date de dernière mise à jour : 11 janvier 2024                                                    | | | | | | | | |
| BZ 03 | Dernière actualisation : — | | | | | | | | |
| BZ 04 | BreizhGo | BreizhGo | BreizhGo | BreizhGo | BreizhGo | BreizhGo | BreizhGo | BreizhGo | BreizhGo |
| BZ 04 | Vannes – Libération ⥋ Elven – Lamboux (↔ Malestroit ↔ Ploërmel) | | | | | | | | |
| BZ 04 | Ouverture / Fermeture — / — | Longueur —                                                                                                  | Durée — | Nb. d’arrêts 4                                                                                              | Matériel —                                                                                                  | Jours de fonctionnement L, Ma, Me, J, V, S                                                                  | Jour / Soir / Nuit / Fêtes O / N / N / N                                                                    | Voy. / an —                                                                                                 | Exploitant Transdev                                                                                         |
| BZ 04 | Desserte : - Intervalle : 8 allers et 8 retours par jour en semaine. - Communes : Vannes et Elven - Principaux arrêts desservis : Elven Lamboux - Aire de covoiturage • Vannes Gare routière SNCF • Vannes Libération          | | | | | | | | |
| BZ 04 | Autre : - Date de dernière mise à jour : 11 janvier 2024 | | | | | | | | |
| BZ 04 | Dernière actualisation : — | | | | | | | | |
| BZ 08 | BreizhGo | BreizhGo | BreizhGo | BreizhGo | BreizhGo | BreizhGo | BreizhGo | BreizhGo | BreizhGo |
| BZ 08 | Vannes — Libération ⥋ La Trinité-Surzur — Centre (↔ Muzillac ↔ Damgan / La Roche-Bernard) | | | | | | | | |
| BZ 08 | Ouverture / Fermeture — / — | Longueur —                                                                                                  | Durée 30 min                                                                                                | Nb. d’arrêts 7                                                                                              | Matériel —                                                                                                  | Jours de fonctionnement L, Ma, Me, J, V, S                                                                  | Jour / Soir / Nuit / Fêtes O / N / N / N                                                                    | Voy. / an —                                                                                                 | Exploitant AVB                                                                                              |
| BZ 08 | Desserte : - Intervalle : 7 allers et 7 retours par jour en semaine. - Communes : Vannes, Séné et La Trinité-Surzur - Principaux arrêts desservis : Libération • Gare SNCF • Trinité-Surzur Centre                             | | | | | | | | |
| BZ 08 | Autre : - Desserte complétée de 9 h à 16 h par le service Créacéo. - Date de dernière mise à jour : 11 janvier 2024 | | | | | | | | |
| BZ 08 | Dernière actualisation : — | | | | | | | | |
| BZ 09 | BreizhGo | BreizhGo | BreizhGo | BreizhGo | BreizhGo | BreizhGo | BreizhGo | BreizhGo | BreizhGo |
| BZ 09 | Vannes — Libération ⥋ Sulniac — Coët Ruel / ( Rochefort en Terre — St Roch ) | | | | | | | | |
| BZ 09 | Ouverture / Fermeture — / — | Longueur —                                                                                                  | Durée 45 à 70 min                                                                                           | Nb. d’arrêts 15                                                                                             | Matériel Mercedes-Benz Intouro                                                                              | Jours de fonctionnement L, Ma, Me, J, V, S                                                                  | Jour / Soir / Nuit / Fêtes O / N / N / N                                                                    | Voy. / an —                                                                                                 | Exploitant Maury Transports                                                                                 |
| BZ 09 | Desserte : - Intervalle : 6 allers et 6 retours par jour - Communes : Vannes, Theix-Noyalo, Treffléan, Sulniac. - Principaux arrêts desservis : Libération • Gare SNCF • Treffléan Centre • Sulniac Centre.                    | | | | | | | | |
| BZ 09 | Autre : - Desserte complétée de 9 h à 16 h par le service Créacéo - Wifi à bord - Date de dernière mise à jour : 11 janvier 2024                                                                                               | | | | | | | | |
| BZ 09 | Dernière actualisation : — | | | | | | | | |
| BZ 11 | BreizhGo | BreizhGo | BreizhGo | BreizhGo | BreizhGo | BreizhGo | BreizhGo | BreizhGo | BreizhGo |
| BZ 11 | Vannes — Libération ⥋ Plaudren - Place de l’Église (↔ Saint-Jean-Brévelay) | | | | | | | | |
| BZ 11 | Ouverture / Fermeture septembre 2015 / — | Longueur —                                                                                                  | Durée 20 à 24 min                                                                                           | Nb. d’arrêts 7                                                                                              | Matériel —                                                                                                  | Jours de fonctionnement L, Ma, Me, J, V, S                                                                  | Jour / Soir / Nuit / Fêtes O / N / N / N                                                                    | Voy. / an —                                                                                                 | Exploitant BSA                                                                                              |
| BZ 11 | Desserte : - Intervalle : 6 allers et 6 retours par jour - Communes : Vannes, Saint-Avé, Monterblanc et Plaudren - Principaux arrêts desservis : Libération • Gare routière SNCF • Monterblanc Centre                          | | | | | | | | |
| BZ 11 | Autre : - Desserte complétée de 9 h à 16 h par le service Créacéo. - Wifi à bord - Date de dernière mise à jour : 11 janvier 2024                                                                                              | | | | | | | | |
| BZ 11 | Dernière actualisation : — | | | | | | | | |

## Transport à la demande

### Créacéo
Créacéo est un service de transport à la demande du réseau Kicéo. Ce service permet de desservir les communes de l'agglomération du lundi au vendredi entre 9 h et 16 h et le samedi entre 9 h et 18 h.
Ce service nécessite une réservation téléphonique préalable, une heure avant le déplacement en semaine, le matin pour le samedi après-midi.
Le véhicule Créacéo conduit ensuite le ou les passagers d'un arrêt Créacéo à un arrêt d'une ligne régulière. Ce service coûte le prix d'un ticket normal Kicéo.(1,50€)
Il concerne les zones suivantes :
| Zone géographique | Communes | Arrêts | Points de rabattement                                                                     | Remarque                                                                   |
| ----------------- | --- | ------ | ----------------------------------------------------------------------------------------- | -------------------------------------------------------------------------- |
| Sud-Ouest         | Arradon (Bourgerel, Kerran, Le Moustoir et Locqueltas), Baden, Le Bono, Larmor-Baden et Plougoumelen        | 31     | - Petit Molac (lignes 4, 21 et 23) - Arradon Mairie (ligne 4) - Fourchêne (lignes 2 et 6) | Remplace les lignes 4, 21 et 23 en heures creuses sur ce secteur.          |
| Centre-Ouest      | Plescop et Ploeren                                                                                          | 7      | - Fourchêne (lignes 2 et 6)                                                               |                                                                            |
| Nord              | Meucon, Monterblanc et Saint-Nolff                                                                          | 15     | - Kerniol (lignes 1 et 9) - Gare SNCF (toutes les lignes)                                 | Remplace les lignes 9, 20 et BreizhGo 11 en heures creuses sur ce secteur. |
| Sud-Est           | La Trinité-Surzur, Le Hézo, Noyalo, Sulniac, Surzur, Theix, Treffléan et Vannes (Le Rohic et Chapeau Rouge) | 36     | - Poulfanc (lignes 3, 5 et 10) - Gare SNCF (toutes les lignes)                            | Remplace les lignes 22 et 24 à 9 en heures creuses sur ce secteur.         |
| Nord-Est          | Trédion et Elven                                                                                            | 11     | - Elven Centre (ligne 20) - Gare SNCF (toutes les lignes)                                 | Remplace la ligne 20 en heures creuses sur ce secteur.                     |
| Centre-Nord       | Saint-Avé                                                                                                   | 6      | - Saint-Avé Mairie (ligne 4)                                                              |                                                                            |
| Sud               | Séné | 15     | - Séné Penhoët (ligne 7) - Poulfanc (lignes 3, 5 et 10)                                   | Remplace la ligne 7 en heures creuses sur ce secteur.                      |

### Mobicéo
Mobicéo est le service de transport de personnes à mobilité réduite du réseau Kicéo. Ce service est accessible sur réservation téléphonique sur l'ensemble de l'agglomération aux personnes ayant un handicap supérieur ou égal à 80 % et dont les cartes portent les mentions « station debout pénible » ou « cécité ».

## Lignes supprimées
| Ligne | Caractéristiques | Caractéristiques                                                | Caractéristiques                                                | Caractéristiques                                                | Caractéristiques                                                | Caractéristiques                                                | Caractéristiques                                                | Caractéristiques                                                | Caractéristiques                                                |
| 9     | Meucon ⥋ Vannes - Hôtel de Ville | Meucon ⥋ Vannes - Hôtel de Ville                                | Meucon ⥋ Vannes - Hôtel de Ville                                | Meucon ⥋ Vannes - Hôtel de Ville                                | Meucon ⥋ Vannes - Hôtel de Ville                                | Meucon ⥋ Vannes - Hôtel de Ville                                | Meucon ⥋ Vannes - Hôtel de Ville                                | Meucon ⥋ Vannes - Hôtel de Ville                                | Meucon ⥋ Vannes - Hôtel de Ville                                |
| ----- | --- | --------------------------------------------------------------- | --------------------------------------------------------------- | --------------------------------------------------------------- | --------------------------------------------------------------- | --------------------------------------------------------------- | --------------------------------------------------------------- | --------------------------------------------------------------- | --------------------------------------------------------------- |
| 9     | Ouverture / Fermeture 3 septembre 2012 / — | Longueur —                                                      | Durée 20 min min                                                | Nb. d’arrêts 21                                                 | Matériel GX 337 Citaro                                          | Jours de fonctionnement L, Ma, Me, J, V, S                      | Jour / Soir / Nuit / Fêtes O / N / N / N                        | Voy. / an —                                                     | Exploitant Auray Voyages                                        |
| 9     | Desserte : — |                                                                 |                                                                 |                                                                 |                                                                 |                                                                 |                                                                 |                                                                 |                                                                 |
| 9     | Autre : |                                                                 |                                                                 |                                                                 |                                                                 |                                                                 |                                                                 |                                                                 |                                                                 |
| 9     | Dernière actualisation : — |                                                                 |                                                                 |                                                                 |                                                                 |                                                                 |                                                                 |                                                                 |                                                                 |
| 12    | Kerniol / St-Exupéry / Kergypt ⥋ Cuxhaven / Cliscouët / Cassard                                                                                  | Kerniol / St-Exupéry / Kergypt ⥋ Cuxhaven / Cliscouët / Cassard | Kerniol / St-Exupéry / Kergypt ⥋ Cuxhaven / Cliscouët / Cassard | Kerniol / St-Exupéry / Kergypt ⥋ Cuxhaven / Cliscouët / Cassard | Kerniol / St-Exupéry / Kergypt ⥋ Cuxhaven / Cliscouët / Cassard | Kerniol / St-Exupéry / Kergypt ⥋ Cuxhaven / Cliscouët / Cassard | Kerniol / St-Exupéry / Kergypt ⥋ Cuxhaven / Cliscouët / Cassard | Kerniol / St-Exupéry / Kergypt ⥋ Cuxhaven / Cliscouët / Cassard | Kerniol / St-Exupéry / Kergypt ⥋ Cuxhaven / Cliscouët / Cassard |
| 12    | Ouverture / Fermeture 3 septembre 2012 / — | Longueur —                                                      | Durée —                                                         | Nb. d’arrêts 29                                                 | Matériel GX 317 GX 327                                          | Jours de fonctionnement L, Ma, Me, J, V                         | Jour / Soir / Nuit / Fêtes O / N / N / N                        | Voy. / an —                                                     | Exploitant Auray Voyages                                        |
| 12    | Desserte : — |                                                                 |                                                                 |                                                                 |                                                                 |                                                                 |                                                                 |                                                                 |                                                                 |
| 12    | Autre : |                                                                 |                                                                 |                                                                 |                                                                 |                                                                 |                                                                 |                                                                 |                                                                 |
| 12    | Dernière actualisation : — |                                                                 |                                                                 |                                                                 |                                                                 |                                                                 |                                                                 |                                                                 |                                                                 |
| L     | Poulfanc ⥋ Le Stade (Stade Le Derff) | Poulfanc ⥋ Le Stade (Stade Le Derff)                            | Poulfanc ⥋ Le Stade (Stade Le Derff)                            | Poulfanc ⥋ Le Stade (Stade Le Derff)                            | Poulfanc ⥋ Le Stade (Stade Le Derff)                            | Poulfanc ⥋ Le Stade (Stade Le Derff)                            | Poulfanc ⥋ Le Stade (Stade Le Derff)                            | Poulfanc ⥋ Le Stade (Stade Le Derff)                            | Poulfanc ⥋ Le Stade (Stade Le Derff)                            |
| L     | Ouverture / Fermeture 3 septembre 2018 / — | Longueur —                                                      | Durée —                                                         | Nb. d’arrêts —                                                  | Matériel —                                                      | Jours de fonctionnement Me, S(après-midi)                       | Jour / Soir / Nuit / Fêtes O / N / N / N                        | Voy. / an —                                                     | Exploitant CTGMVA                                               |
| L     | Desserte : - Intervalle : 60 min - Communes : Séné - Principaux arrêts desservis : Le Stade • Séné Penhoët • Séné Ajoncs • Cousteau • Poulfanc   |                                                                 |                                                                 |                                                                 |                                                                 |                                                                 |                                                                 |                                                                 |                                                                 |
| L     | Autre : - Il s'agit de la seule ligne urbaine ne desservant pas Vannes - A terme (d'ici 2020), il était prévu de la convertir en ligne régulière |                                                                 |                                                                 |                                                                 |                                                                 |                                                                 |                                                                 |                                                                 |                                                                 |
| L     | Dernière actualisation : — |                                                                 |                                                                 |                                                                 |                                                                 |                                                                 |                                                                 |                                                                 |                                                                 |